# 迈克·格布哈特
迈克·格布哈特（英語：Mike Gebhardt，1965年11月25日—），美国男子帆船运动员。他曾代表美国参加1984年、1988年、1992年、1996年和2000年夏季奥林匹克运动会帆船比赛，获得一枚银牌和一枚铜牌。